# Богусский (посёлок)
 Богусский — поселок в Красноармейском районе Самарской области в составе сельского поселения Криволучье-Ивановка.

## География
Находится на расстоянии примерно 29 километров по прямой на запад-северо-запад от районного центра села  Красноармейское.

## Население
Постоянное население составляло 23 человек (русские 87%) в 2002 году, 28 в 2010 году.